# Rashard Mendenhall

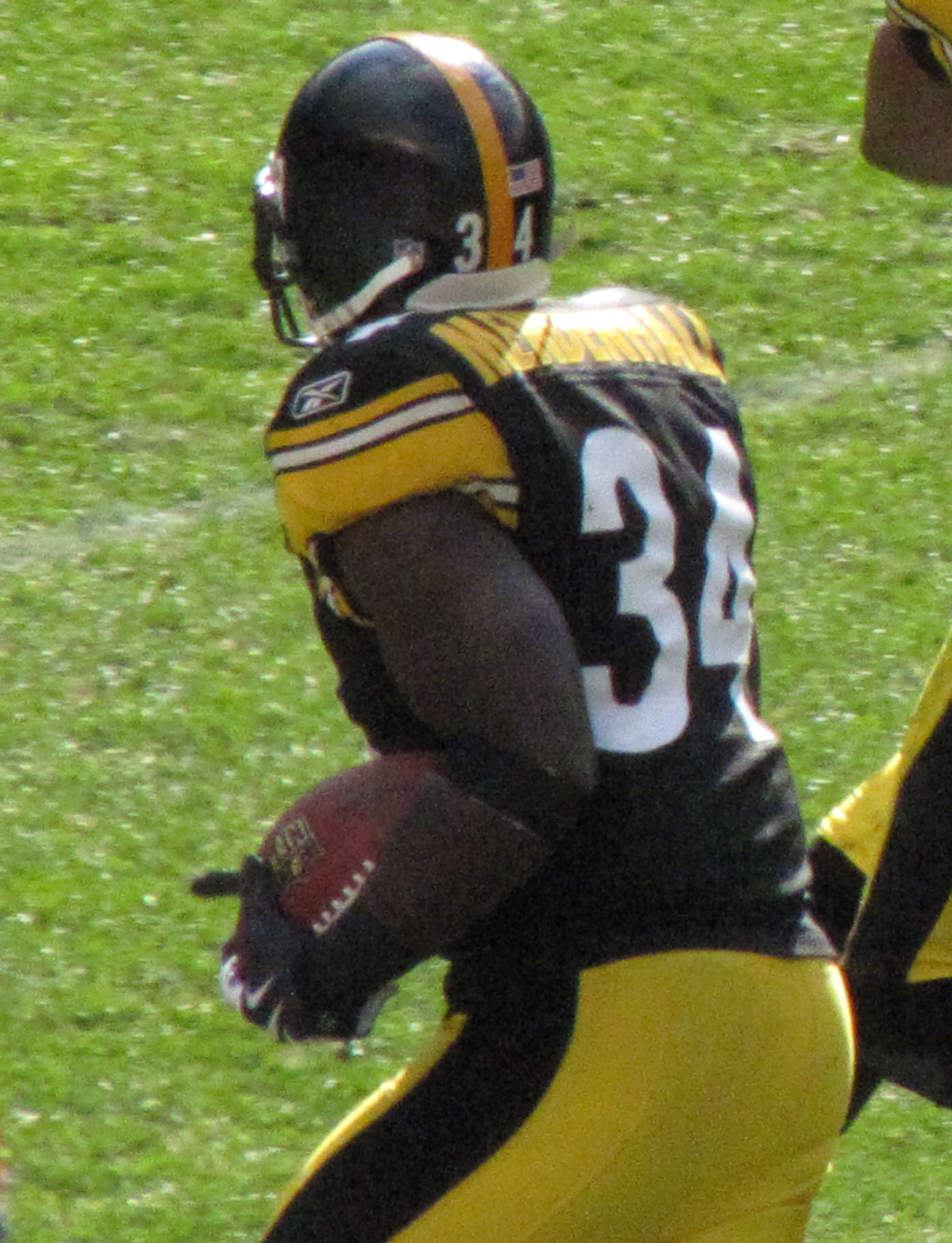
Mendenhall

Rashard Jamal Mendenhall (19 de junho de 1987, Skokie, Illinois) é um ex jogador profissional de futebol americano estadunidense que foi campeão da temporada de 2008 da National Football League jogando pelo Pittsburgh Steelers.